# هوندا تاداکاتسو
هوندا تاداکاتسو (به ژاپنی: 本多 忠 勝 Honda Tadakatsu) (مارس ۱۵۴۸–۳ دسامبر ۱۶۱۰)، همچنین به نام هوندا هی‌هاچیرو (本多 平八 郎Honda Heihachirō)، سامورایی و دایمیو در دوره سنگوکو تا اوایل دوره ادو بود، که به توکوگاوا ایه‌یاسو را خدمت کرد. هوندا تادکاتسو یکی از توکوگاوا شیتننو (چهار پادشاه بهشتی توکوگاوا) به همراه ای نائوماسا، ساکاکی‌بارا یاسوماسا و ساکای تاداتسوگو بود.

## زندگی‌نامه
تاداکاتسو در سال ۱۵۴۸ میلادی، در کورومائه، شهرستان نوکاتا، آیچی، ولایت میکاوا (اکنون در نیشی-کورومائه، اوکازاکی، استان آیچی) متولد شد.
پسر بزرگ هوندا تاداتاکا. از خاندان هوندا یکی از قدیمی‌ترین خاندان‌های «آنجو فودای» بود، خانواده‌ای از دایمیوهای فودای که از زمانی که او در آنجو، آیچی بود، در خدمت توکوگاوا ایه‌یاسو بودند.

ایه‌یاسو او را از دایمیو/ارباب دامنه اوتاکی (۱۰۰۰۰۰ کوکو) به دامنه کووانا (۱۵۰۰۰۰ کوکو) به عنوان پاداشی برای خدماتش ارتقا داد. علاوه بر این، پسرش هوندا تاداتومو دایمیو اوتاکی شد.
در سال ۱۶۰۹، او بازنشسته شد و پسر دیگرش تاداماسا، کووانا را به دست گرفت. دختر تاداکاتسو، کوماتسوهیمه، همسر قانونی سانادا نوبویوکی و مادر سانادا نوبوماسا، دایمیو از دامنه ماتسوشیرو بود. نوه او، تاداتوکی، با نوه توکوگاوا ایه‌یاسو، سنهیم ازدواج کرد. تاداکاتسو علیرغم سال‌ها خدمت وفادارش، به‌طور فزاینده‌ای از شوگونات توکوگاوا (باکوفو) که از نظامی به یک نهاد سیاسی غیرنظامی تبدیل شد، بیگانه شد. این سرنوشتی بود که بسیاری دیگر از جنگجویان آن زمان داشتند، که نتوانستند از دوران جنگ پر هرج و مرج دوره سنگوکو به صلح پایدارتر شوگونات توکوگاوا تبدیل شوند.
شهرت هوندا چنان بود که توجه تاثیرگذارترین چهره‌های ژاپنی در آن زمان را به خود جلب کرد. اودا نوبوناگا، که به‌طور بدنامی تمایلی به تمجید از پیروانش نداشت، او را «سامورایی در میان سامورایی‌ها» نامید. علاوه بر این، تویوتومی هیدیوشی خاطرنشان کرد که بهترین سامورایی‌ها «هوندا تاداکاتسو در شرق و تاچیبانا مونشیگه» در غرب بودند. حتی تاکدا شینگن هوندا را تحسین کرد و گفت که «او لوکس توکوگاوا ایه‌یاسو است». به‌طور گسترده تصدیق شد که او یک سامورایی مشهور و نگهدارنده وفادار توکوگاوا ایه‌یاسو بود.
تاداکاتسو اغلب به عنوان «جنگجوی که از خود مرگ پیشی گرفت» نامیده می‌شود، زیرا او با وجود اینکه در پایان عمر خود در بیش از ۵۷ نبرد جانباز بود، هرگز یک بار زخم مهمی را متحمل نشد. . در تئاتر و سایر آثار معاصر، تاداکاتسو اغلب به عنوان نقطه مقابل ژنرال بزرگ دیگر ایه‌یاسو، Ii Naomasa شناخته می‌شود. در حالی که هر دو از جنگجویان سرسخت توکوگاوا بودند، توانایی تاداکاتسو برای فرار از جراحت اغلب با تصویر متداول نائوماسا در تضاد است که زخم‌های جنگی زیادی را تحمل می‌کند، اما از طریق آنها می‌جنگد.

## خدمات تحت ایه‌یاسو
هوندا تاداکاتسو به‌طور کلی به عنوان یکی از بهترین ژنرال‌های توکوگاوا ایه‌یاسو در نظر گرفته می‌شود، و او تقریباً در تمام نبردهای اصلی اربابش شرکت کرد. او در نبرد آنه‌گاوا (۱۵۷۰)، به شکست ارتش‌های زیر خاندان آزای و خاندان آساکورا همراه با متحد توکوگاوا، اودا نوبوناگا، کمک کرد.
تاداکاتسو همچنین در بزرگ‌ترین شکست توکوگاوا، نبرد میکاتاگاهارا (۱۵۷۲) خدمت کرد، جایی که او فرماندهی جناح چپ ارتش ارباب خود را بر عهده داشت و در مقابل نیروهای تحت امر یکی از ژنرال‌های برجسته‌تر خاندان تاکدا، نایتو ماساتویو قرار گرفت. اگرچه آن نبرد با شکست به پایان رسید، هوندا تاداکاتسو یکی از آن ژنرال‌های توکوگاوا بود که برای انتقام گرفتن از تاکدا در نبرد ناگاشینو (۱۵۷۵) حضور داشت. هوندا در حالی که نیروهای اودا-توکوگاوا ترکیبی ارتش تاکدا کاتسویوری را نابود کردند، فرماندهی یک دسته تفنگدار را برعهده داشت، تا حدی به لطف استفاده ماهرانه از تفنگ‌های درجه‌بندی شده، در حالی که آنها در رگبارهای دوچرخه سواری شلیک می‌کردند. یکی شلیک می‌کرد در حالی که دیگری در حال بارگیری مجدد بود و دیگری در حال تمیز کردن لوله تفنگ بود. این امر باعث شد تفنگ‌ها بدون توقف شلیک کنند و در واقع ارتش تاکدا را نابود کنند. بعدها، او ژنرال تاکدا، اوکابه موتونوبو را در دومین محاصره تاکاتنجین (۱۵۸۱) کشت.
بهترین لحظه او در کمپین کوماکی (۱۵۸۴) بود. در حالی که ایه‌یاسو برای درگیر شدن با نیروهای تویوتومی در ناگاکوته به سمت کوماکی رفت، تاداکاتسو میزبان بزرگی را مشاهده کرد که تحت رهبری خود هیده یوشی در تعقیب آنها حرکت می‌کرد. تاداکاتسو با چند مرد سوار شد و ارتش تویوتومی را از کرانه مقابل رودخانه شونای به چالش کشید. گفته می‌شود که تویوتومی هیدیوشی (که از هوندا تا ۵۰ یا ۶۰ به ۱ بیشتر بود) با شجاعت این جنگجو مورد اصابت قرار گرفت و دستور داد که به او، افرادش یا ایشیکاوا یاسومیچی که او را در این مناقصه همراهی می‌کردند آسیبی نرسد. برای خرید زمان برای ایه‌یاسو.
در سال ۱۵۹۰، تاداکاتسو و ساکای ایتسوگو قلعه ساکورا را تصرف کردند و در جریان مبارزات اوداوارا با قبیله چیبا، متحدان هوجو در استان شیموسا، جنگیدند.
در سال ۱۶۰۰، تاداکاتسو نقش مهمی در نبرد کویزگاوا داشت، جایی که با موفقیت افسران توکوگاوا ناکامورا کازوهید و آریما تویوجی را که توسط افسران ارتش غربی شیما ساکون و آکاشی تروزومی در کمین قرار گرفتند، نجات داد.
بعدها، هوندا تاداکاتسو در نبرد سکی‌گاهارا حضور داشت زمانی که نیروهای توکوگاوا ایه‌یاسو اتحاد غربی تحت فرمان دایمیو ایشیدا میتسوناری را شکست دادند و به توکوگاوا اجازه دادند کنترل کشور را به دست بگیرد و دوران سنگوکو به پایان رسید.

## زره و سلاح تاداکاتسو
به نظر می‌رسد تاداکاتسو یک شخصیت رنگارنگ بوده‌است که افسانه‌های کمی پیرامون او شکل گرفته‌است - اغلب گفته می‌شود که از تمام نبردهایی که در آن خدمت کرده‌است، یک بار هم زخمی ندیده‌است. کلاه خود که به شاخ گوزن مزین شده بود، تضمین می‌کرد که او همیشه یک چهره قابل تشخیص در میدان نبرد باشد. اسب او به نام میکونیگورو شناخته می‌شد.

#### نیزه تنبوکیری
نیزه او تنبوکیری یا سنجاقک برش نام داشت، زیرا طبق افسانه‌ها نوک نیزه به قدری تیز بود که سنجاقکی که روی آن فرود آمد به دو نیم شد. Tonbokiri توسط فوجیوارا ماسازان ساخته شده‌است. قدرت رزمی تاداکاتسو با آن به حدی بود که به عنوان یکی از «سه نیزه بزرگ ژاپن» شناخته شد.

#### شمشیر ناکاتسوکاسا
جدا از این نیزه باورنکردنی، تاداکاتسو همچنین از کاتانا - Nakatsukasaa ساخته شده توسط Masamune (中務正宗)، یک تیغه ۶۷ سانتی‌متری، یکی دیگر از گنجینه‌های ملی ژاپن استفاده کرد.

## فرهنگ عامه
هوندا تاداکاتسو در جیدایگکی‌های ژاپنی (درام‌های تاریخی برای تلویزیون) که در قرن شانزدهم اتفاق می‌افتد ظاهر می‌شود. او یک شخصیت فرعی در فیلم کاگموشا آکیرا کوروساوا است.
هوندا تاداکاتسو یا شخصیت‌های خیالی مبتنی بر شخصیت تاریخی، در چندین بازی ویدیویی و انیمه مرتبط، از جمله بازی‌ها و انیمه‌های سنگوکو باسارا جنگجویان سامورایی جنگجویان اوروچی Nioh 2 Pokemon Conquest وKessen ظاهر می‌شود.